# Ганс-Генріх Дікгофф
Ганс-Генріх Дікгофф (нім. Hans-Heinrich Dieckhoff; 23 грудня 1884, Страсбург — 21 березня 1952, Ленцкірх) — німецький дипломат.

## Біографія
Здобув вищу освіту, доктор права. У 1913 році вступив на службу в Міністерство закордонних справ. Вважався фахівцем з англомовних країн. З 1930 року очолював відділ «Англія — Америка» в центральному апараті міністерства. 4 серпня 1936 року очолив один з найважливіших підрозділів міністерства — політичний відділ. У березні 1937 року виконував обов'язки статс-секретаря. В кінці березня 1937 року був призначений послом у Вашингтоні (США). Восени 1939 року країни відкликали своїх послів, а виконання їх обов'язків було покладено на повірених у справах. Офіційно Дікгофф залишався послом в США до оголошення війни 11 грудня 1941 року, хоча весь цей час він перебував у Німеччині і його представляв Ганс Томсен. 11 грудня 1941 року забрав вірчі грамоти. В 1941 році вступив у НСДАП, при цьому ніколи не був ідейним нацистом. З 30 квітня 1943 по 2 вересня 1944 року — посол в Мадриді (Іспанія). Безуспішно намагався чинити тиск на Франсіско Франко, щоб Іспанія офіційно виступила на боці Німеччини. Після війни був допитаний союзниками і згодом звільнений.

## Нагороди
Отримав декілька нагород, серед них:
- Хрест Воєнних заслуг 2-го і 1-го класу